# Integrity
Integrity ist eine im Jahre 1989 gegründete Band und zählt zu den bekanntesten Hardcore-Gruppen Clevelands. Zu Beginn ihrer Karriere gehörte die Band zur Straight-Edge-Szene. Sie ist eine der wenigen Bands, die satanische Themen und Hardcore-Punk verband.

## Bandgeschichte
Integrity wurde 1989 von John „Dwid Hellion“ McLimans gegründet und besteht unter häufigen Besetzungswechseln bis heute. Dwid Hellion verzichtet laut eigener Aussage auf eine feste Besetzung, „vielmehr handelt es sich bei allen Musikern auf dem neuen Album ausschließlich um Freunde, die bislang, etwa durch vorige Bands, keinen Bekanntheitsgrad erlangt haben“.
Die Band gab 1990 ihr erstes Demo Grace of Unholy heraus und veröffentlichte ihr Debütalbum 1990 über Overkill Records. Danach veröffentlichte Integrity eine Reihe von Split-Veröffentlichungen und Singles, bis 1995 ihr zweites Album Systems Overload erschien. Ihre Alben in den 1990ern erschienen überwiegend auf Victory Records und dem eigenen Label Dark Empire Records. Zu den meistverkauften Arbeiten der Band gehörte das Album Humanity Is the Devil, das sich etwa 15.000 mal verkaufte.
Als Leadsänger McLimans 1999 Differenzen mit seinen Bandmitgliedern hatte, änderte er den Namen der Band in Integrity 2000. Für diese neue Band rekrutierte er Clevelander Musiker wie „J-Mann“, „Skinny“ und „Gravy“ (alles Mitglieder der Band Mushroomhead) sowie Craig Martini (Unified Culture). Später änderte McLimans den Namen in Integ2000, von den vorherigen Mitgliedern blieb im Rahmen dieser Umbenennung nur Gitarrist „Gravy“. Für dieses Line-Up engagierte McLimans Emery Ceo (Runt/Ritual) und Kevin Skelly (Hatrix). Die Band veröffentlichte eine Split-CD mit Fear Tomorrow. Das Integ2000-Album Project: ReGenesis aus dem Jahr 2000 enthält acht Lieder, die eine Vielfalt elektrischer Noise-Einlagen bieten. Unter altem Namen und mit neuer Besetzung kam 2001 Closure heraus. Das Album wurde maßgeblich inspiriert von McLimans musikalischen Vorbildern Joy Division, Samhain und Misfits. Eine Coverversion des Misfits-Stücks Hybrid Moments ist auf dem Album enthalten.
Zwei Jahre später besetzte McLimans die Band erneut um. Im Rahmen dieses Prozesses traten unter anderem Gründungsmitglied Chubbz Fresh (One Life Crew) als Drummer und McLimans Bruder „Blaze“ (In Cold Blood, One Life Crew) als Gitarrist der Band bei. 2003 veröffentlichten sie To Die For, welches sich auf die Wurzeln der Band, insbesondere auf deren Debüt Those Who Fear Tomorrow, stützt. Im selben Jahr wechselte Integrity von Victory Records zu Deathwish Inc., wo auch unter anderem auch Terror und Ringworm vertreten sind.
In den 2000er Jahren veröffentlichte die Band eine ganze Reihe von Alben und andere Veröffentlichungen. 2005 kam es zu einer Schlägerei auf einem Gig der Band in Portland, Oregon, bei dem McLimans von Skinheads angegriffen wurde. Dies geschah zu einem Zeitpunkt, als die Band gefestigt war und das neue Album To Die For positiv in der Szene aufgenommen wurde. Anschließend musste die Tour abgesagt werden und McLimans löste die Band für kurze Zeit auf.  Spätestens seit 2008 ist Integrity allerdings wieder aktiv. Zwischenzeitlich zog McLimans nach Belgien, wo er die Band neu formierte. 2010 erschien das bis dato letzte Studioalbum The Blackest Curse. 2011 folgte die Kompilation Thee Destroy+orr, die Lieder aus den Jahren 2009 bis 2011 enthielt.

## Musikstil und Ideologie

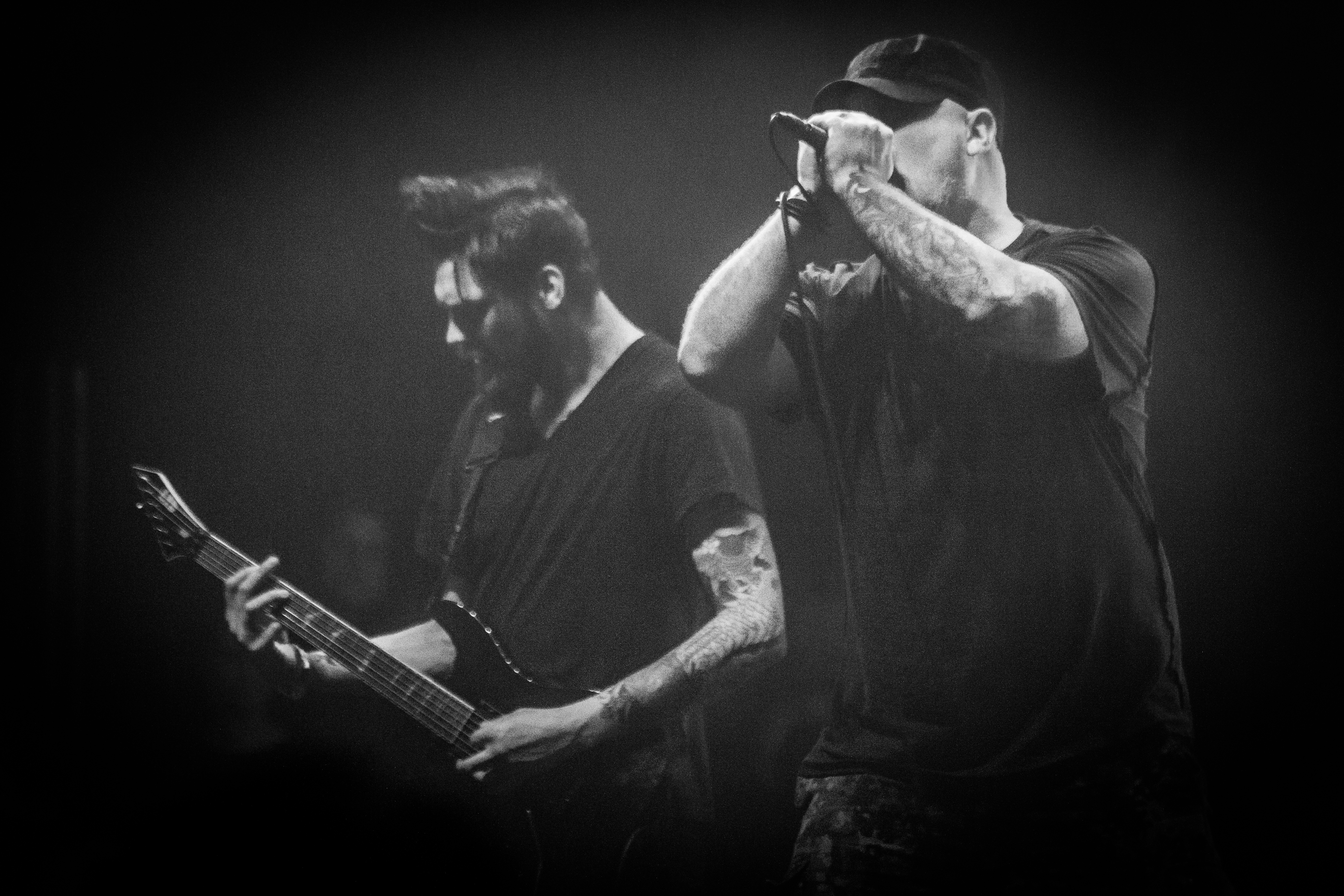
Integrity beim Roadburn Festival 2017

Integrity begann als Hardcore-Punk-Band in den 1990ern und zählte zur damaligen Hatecore- und Straight-Edge-Szene, wobei sie sich selbst nicht als Straight Edge bezeichnete und schon sehr früh Elemente des Metals in die Musik aufnahm. Sie ist eine der populärsten Bands aus Cleveland und legte unter anderem den Grundstein für den Metalcore. Auch die Karriere von Hatebreed ist eng mit Integrity verknüpft, deren Sänger Jamey Jasta als Roadie der Band anfing und von ihnen inspiriert wurde. Eine der ersten Hatebreed-Veröffentlichungen war außerdem eine Split-EP mit Integrity.
Später übernahm die Gruppe sowohl viele Elemente des frühen Punks, als auch der elektronischen Musik. Zudem hat Hellion ein Interesse an Noisemusik. Elemente dieses Stils lassen sich auch in der Musik wiederfinden. Die Band gilt jedoch auch als schwierig in der Szene, da Hellion selten ein Blatt vor den Mund nimmt. So kam es immer wieder zu Schlägereien und abgebrochenen Gigs. Hinzu kommt eine Reihe von Besetzungswechseln. Laut eigener Aussage waren 2005 bereits 60 Musiker in der Band tätig. Hellion selbst beschreibt sich als „terrorist of destructive artistic creation“, der ein spezielles Kunstverständnis habe und dem es nicht um Akzeptanz oder Anerkennung gehe.
Die Band selbst verfolgt einen satanischen Ansatz. Hellion gehörte eine Zeitlang der Process Church of the Final Judgment an, die neben Satan und Luzifer auch JHWH zu den drei großen Göttern zählt und Jesus Christus als deren Abgesandten ansieht. Später gründete er die Holy Terror Church of Final Judgement, die heute vor allem als Label fungiert. Die Szene, die Hellion damit mitbegründete, war apokalyptisch orientiert und sah Straight Edge als einen Weg der Säuberung der Gesellschaft vor dem Weltende an. Neben Integrity waren auch Ringworm und Transcend Teil dieser Szene. Sie spielt derzeit eine untergeordnete Rolle, wobei ihre Bedeutung in der Fachliteratur zur Hardcore-Punk-Szene meist übertrieben dargestellt wird. Das Autorenkollektiv Ingo Taler weist auf die mehrfache Verwendung faschistischer Ästhetik hin, oftmals in Form stilisierter Hakenkreuzfahnen. Da McLimans außerdem Boyd Rice als treuen Freund bezeichnete, für den er „den größten Respekt […] als Künstler, Musiker und Terrorist“ habe, und da Rice auf dem Integrity-Album The Blackest Curse als Gastmusiker auftritt, geht Taler von einer ideologischen Nähe zum umstrittenen Rice aus. Entsprechend habe Sven Gonzo vom Hardcore-Fanzine ZAP in seiner Rezension zu Those Who Fear Tomorrow „die Musik in einen politischen Kontext“ gestellt, „der so überhaupt nicht der Intention der Band und ihrer Texte entsprach, sondern allein auf seine [sic!] Assoziationen beruhte“.

## Nebenprojekte
Dwid Hellion betreibt das Nebenprojekt Psywarfare, das eher in Richtung Industrial Metal tendiert. Teile der Band spielten in der Hatecore-Band One Life Crew, die in der Hardcore-Punk-Szene durch homophobe und fremdenfeindliche Statements auffiel.

## Diskografie

### Alben
- 1991: Those Who Fear Tomorrow (Overkill Records)
- 1995: Systems Overload (Victory Records)
- 1995: Humanity Is the Devil (Victory Records)
- 1997: Seasons in the Size of Days (Victory Records)
- 1997: Integrity 2000 (als Integrity 2000, Victory Records)
- 2000: Project: Regenesis (als Integ 2000, East Coast Empire Records)
- 2001: Closure (Victory Records, Drug Bust Records)
- 2003: To Die For (Deathwish Inc.)
- 2010: The Blackest Curse
- 2013: Suicide Black Snake (A389 Recordings)
- 2017: Howling, For the Nightmare Shall Consume (Relapse Records)

### EPs, Splits und Singles
- 1990: In Contrast of Sin (Victory Records)
- 1992: Les 120 journees de Sodome (Split-7’’ mit Mayday)
- 1995: Integrity (Blood Book Records)
- 1996: Split-EP mit Psywarfare (Victory Records)
- 1997: Split-EP mit Hatebreed (Stillborn Records)
- 1998: Split-EP mit Lockweld (Victory Records)
- 1999: Split-CD mit Fear Tomorrow (als Integ2000, East Coast Empire Records)
- 2008: Walpurgisnacht (A389 Recordings)
- 2009: Love Is … the Only Weapon (Split-EP mit Creepout, Juke Boxxx Record)
- 2009: Split-EP mit AVM (Holy Terror)
- 2010: We Are the End (Magic Bullet Records)
- 2011: Detonate World’s Plague (Holy Terror)
- 2011: Black Heksen Rise (Split-Doppel-7’’ mit Rot in Hell, Thirty Days of Night Records)
- 2011: Harder They Fall (Flexi-7’’, Organized Crime Records)

### Sonstige Veröffentlichungen
- 1990: Grace of Unholy (Demo, später als Single über Progression Records)

### Kompilationen und Livealben
- 1993: Den of Iniquity (Dark Empire)
- 1994: Hookedlungstolenbreathcunt (Lost & Found Records)
- 1997: Taste of Every Sin (Holy terror Church of Final Judgment)
- 2001: In Contrast of Tomorrow (Victory Records)
- 2003: From the Womb to the Tomb Vol. 1 (88 Records)
- 2005: Sliver in the Hands of Time (Dockyard 1, Good Life Recordings)
- 2006: Palm Sunday (Livealbum, Spook City Records)
- 2011: Thee Destroy+orr (Holy Terror)
- 2017: Live At This Is Hardcore Fest MMXVI (Holy Terror)